# Philipp Bargfrede
Philipp Bargfrede, né le 3 mars 1989 à Zeven en Basse-Saxe, est un footballeur allemand. Il occupe actuellement le poste de milieu de terrain au Heeslinger SC. Il est le fils de Hans-Jürgen Bargfrede, ancien footballeur professionnel qui a commencé sa carrière au Werder.

## Biographie

### Formation au Werder
Philipp Bargfrede commence à jouer au football au TuS Heeslingen, club de Basse-Saxe, dès l'âge de six ans. En 2004, il rejoint le Werder Brême, et ses différentes équipes de jeunes. Au printemps 2008, il intègre l'équipe réserve du Werder, présente en 3.Liga, et prolonge son contrat jusqu'en 2011. Petit à petit, il se fait une place sur le terrain. En un peu plus d'une saison, il effectue dix-neuf rencontres, et inscrit un but.

### Ses débuts en équipe première

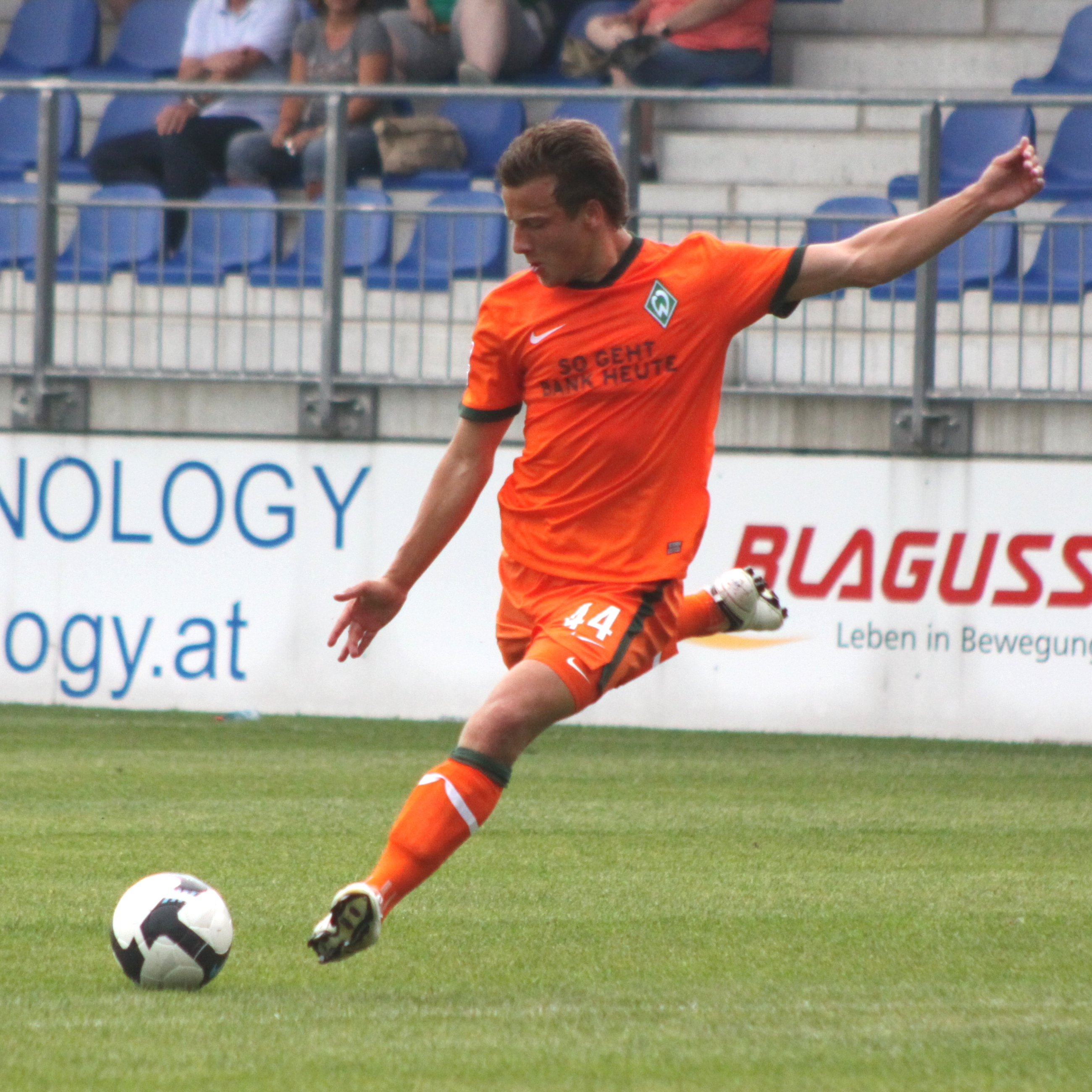
Bargfrede lors de la préparation estivale du Werder, en juillet 2009.

En 2009, il effectue la préparation estivale de l'équipe première, et convainc Thomas Schaaf de le garder dans son effectif. Le 8 août, il dispute son premier match de Bundesliga, remplaçant Tim Borowski à la soixante-quatorzième minute de jeu, contre l'Eintracht Francfort en ouverture du championnat, Brême concède sa première défaite, sur le score de trois buts à deux. Le 11 août, Bargfrede fait ses débuts chez les espoirs allemands face à la Turquie en Lobanovskis Cup. Le 27, il prend part à sa première rencontre européenne à Aktioubé, en Ligue Europa, lors des barrages de la compétition (victoire deux buts à zéro). Pris pour jouer un rôle de remplaçant, Bargfrede s'impose dans le onze de départ de l'entraîneur allemand. Avec Marko Marin et Mesut Özil, il incarne le renouveau du Werder, qui enchaîne les victoires et se place en haut du classement de Bundesliga. Le 17 novembre, il marque son premier but en espoirs, lors de la très large victoire de l'Allemagne onze buts à zéro contre Saint-Marin, le plus gros succès de l'histoire de la sélection. Cependant, il connaît une période creuse, comme son club qui perd tout espoir de titre, jusqu'en février 2010 où il refait son apparition sur le terrain. Il reprend alors sa place de milieu défensif, et voit son équipe remonter tout doucement la pente. Prenant trente-deux points sur trente-neuf possibles en trois mois, le Werder gagne trois places et redevient européen potentiel. Bargfrede continue d'enchaîner les matches, et prolonge le 4 mai son contrat jusqu'en 2014,.